# Obscha
Die Obscha (russisch О́бша) ist ein linker Nebenfluss der Mescha in den russischen Oblasten Twer und Smolensk.
Die Obscha entspringt auf den Höhen von Bely, einem Ausläufer der Smolensker Höhen, in der Oblast Twer.
Sie fließt in überwiegend westlicher Richtung in die Oblast Smolensk.
Sie passiert die Kleinstadt Bely. 30 km westlich von Bely mündet die Obscha schließlich in den Düna-Nebenfluss Mescha.
Die Obscha hat eine Länge von 153 km. Sie entwässert ein Areal von 2080 km². 
Sie wird hauptsächlich von der Schneeschmelze gespeist. 
Der mittlere Abfluss 47 km oberhalb der Mündung beträgt 11,5 m³/s.
Zwischen November und Ende März / April ist der Fluss eisbedeckt.